# Хоруй
Хору́й (рос. Хоруй, чув. Хуруй) — присілок у складі Урмарського району Чувашії, Росія. Входить до складу Шоркістринського сільського поселення.
Населення — 157 осіб (2010; 187 у 2002).
Національний склад:
- чуваші — 100 %